# Giải Mâm xôi vàng lần thứ 25
Giải Mâm xôi vàng lần thứ 25 được tổ chức vào ngày 26 tháng 2 năm 2005 tại Ivar Theatre, Hollywood, California, để trao giải cho những bộ phim tồi nhất trong năm 2004. Trong dịp kỷ niệm 25 năm thành lập giải, có 4 hạng mục đặc biệt được trao, bao gồm "Quán quân 25 năm Mâm xôi vàng tồi nhất", "Phim 'hài' tồi nhất 25 năm", "Phim 'chính kịch' tồi nhất 25 năm" và "Phim 'nhạc kịch' tồi nhất 25 năm".
Đây là lễ trao giải đầu tiên có đề cử dành cho một bộ phim được khen ngợi chuyên môn và thành công thương mại: Fahrenheit 9/11. Phim được đề cử không phải vì chất lượng tồi mà bởi cách mô tả các nhân vật chính trị xung quanh sự kiện 11 tháng 9 và Chiến tranh Iraq gây tranh cãi. Giải thưởng gặp phải nhiều chỉ trích khi đề cử cho diễn xuất của George W. Bush, Donald Rumsfeld và Condoleezza Rice. (Bush và Rumsfeld đều giành giải, trong khi Britney Spears nhận giải "Nữ diễn viên phụ tồi nhất" với diễn xuất chưa đầy 20 giây trong Fahrenheit 9/11).
Dẫn đầu những bộ phim giành nhiều giải nhất là Catwoman và Fahrenheit 9/11 với 4 giải. Catwoman cũng là phim giành nhiều đề cử nhất (7), theo sau là Alexander với 6 đề cử. Nhà hát The Ivar Theatre được sử dụng để tiến hành bán đấu giá chiếc cúp bị hỏng của Ben Affleck trong lễ trao giải năm ngoái, khi Affleck đập vỡ nó trong chương trình Larry King Live.
Halle Berry là người đầu tiên đến nhận giải kể từ năm 2001, khi Tom Green đến nhận 5 giải Mâm xôi vàng cho Freddy Got Fingered. Berry nhại lại phát biểu của mình khi nhận giải Oscar năm 2002, giả vờ xúc động và phát biểu "Tôi không bao giờ nghĩ điều này có thể xảy đến với tôi". Biên kịch Michael Ferris cũng đến nhận giải "Kịch bản tồi nhất".

## Giải thưởng và đề cử
| Hạng mục                | | Nội dung |
| ----------------------- | --- | --- |
| Phim dở nhất            | | Catwoman (Warner Bros.)                                                                                                  |
| Phim dở nhất            | Alexander (Warner Bros.)                                                                                                 | |
| Phim dở nhất            | Superbabies: Baby Geniuses 2 (Triumph Films)                                                                             | |
| Phim dở nhất            | Surviving Christmas (DreamWorks)                                                                                         | |
| Phim dở nhất            | White Chicks (Columbia/Revolution)                                                                                       | |
| Nam chính tồi nhất      | George W. Bush | George W. Bush trong Fahrenheit 9/11                                                                                     |
| Nam chính tồi nhất      | George W. Bush | Ben Affleck trong Jersey Girl và Surviving Christmas                                                                     |
| Nam chính tồi nhất      | George W. Bush | Vin Diesel trong The Chronicles of Riddick                                                                               |
| Nam chính tồi nhất      | George W. Bush | Colin Farrell trong Alexander                                                                                            |
| Nam chính tồi nhất      | George W. Bush | Ben Stiller trong Envy                                                                                                   |
| Nữ chính tồi nhất       | Halle Berry | Halle Berry trong Catwoman                                                                                               |
| Nữ chính tồi nhất       | Halle Berry | Hilary Duff trong A Cinderella Story và Raise Your Voice                                                                 |
| Nữ chính tồi nhất       | Halle Berry | Angelina Jolie trong Alexander và Taking Lives                                                                           |
| Nữ chính tồi nhất       | Halle Berry | Mary-Kate and Ashley Olsen trong New York Minute                                                                         |
| Nữ chính tồi nhất       | Halle Berry | Shawn và Marlon Wayans ("chị em" nhà Wayans) trong White Chicks                                                          |
| Nam phụ tồi nhất        | Donald Rumsfeld | Donald Rumsfeld trong Fahrenheit 9/11                                                                                    |
| Nam phụ tồi nhất        | Donald Rumsfeld | Val Kilmer trong Alexander                                                                                               |
| Nam phụ tồi nhất        | Donald Rumsfeld | Arnold Schwarzenegger trong Around the World in 80 Days                                                                  |
| Nam phụ tồi nhất        | Donald Rumsfeld | Jon Voight trong Superbabies: Baby Geniuses 2                                                                            |
| Nam phụ tồi nhất        | Donald Rumsfeld | Lambert Wilson trong Catwoman                                                                                            |
| Nữ phụ tồi nhất         | Britney Spears | Britney Spears trong Fahrenheit 9/11                                                                                     |
| Nữ phụ tồi nhất         | Britney Spears | Carmen Electra trong Starsky & Hutch                                                                                     |
| Nữ phụ tồi nhất         | Britney Spears | Jennifer Lopez trong Jersey Girl                                                                                         |
| Nữ phụ tồi nhất         | Britney Spears | Condoleezza Rice trong Fahrenheit 9/11                                                                                   |
| Nữ phụ tồi nhất         | Britney Spears | Sharon Stone trong Catwoman                                                                                              |
| Cặp đôi tồi nhất        | George W. Bush | George W. Bush và Condoleezza Rice hoặc con dê nuôi trong Fahrenheit 9/11                                                |
| Cặp đôi tồi nhất        | George W. Bush | Ben Affleck và Jennifer Lopez hoặc Liv Tyler trong Jersey Girl                                                           |
| Cặp đôi tồi nhất        | George W. Bush | Halle Berry và Benjamin Bratt hoặc Sharon Stone trong Catwoman                                                           |
| Cặp đôi tồi nhất        | George W. Bush | Mary-Kate và Ashley Olsen trong New York Minute                                                                          |
| Cặp đôi tồi nhất        | George W. Bush | Anh em nhà (Shawn và Marlon Wayans) trong White Chicks                                                                   |
| Phần tiếp theo tồi nhất | | Scooby-Doo 2: Monsters Unleashed (Warner Bros.)                                                                          |
| Phần tiếp theo tồi nhất | Alien vs. Predator (20th Century Fox)                                                                                    | |
| Phần tiếp theo tồi nhất | Anacondas: The Hunt for the Blood Orchid (Screen Gems)                                                                   | |
| Phần tiếp theo tồi nhất | Around the World in 80 Days (Disney)                                                                                     | |
| Phần tiếp theo tồi nhất | Exorcist: The Beginning (Warner Bros.)                                                                                   | |
| Đạo diễn tồi nhất       | | Pitof trong Catwoman |
| Đạo diễn tồi nhất       | Bob Clark trong Superbabies: Baby Geniuses 2                                                                             | |
| Đạo diễn tồi nhất       | Renny Harlin và Paul Schrader trong Exorcist: The Beginning                                                              | |
| Đạo diễn tồi nhất       | Oliver Stone trong Alexander                                                                                             | |
| Đạo diễn tồi nhất       | Keenen Ivory Wayans trong White Chicks                                                                                   | |
| Kịch bản tồi nhất       | | Catwoman, kịch bản của John Brancato & Michael Ferris và John Rogers, câu chuyện của Theresa Rebeck và Brancato & Ferris |
| Kịch bản tồi nhất       | Alexander, sáng tác của Oliver Stone và Christopher Kyle và Laeta Kalogridis                                             | |
| Kịch bản tồi nhất       | Superbabies: Baby Geniuses 2, sáng tác của Steven Paul, kịch bản của Gregory Poppen                                      | |
| Kịch bản tồi nhất       | Surviving Christmas, kịch bản của Deborah Kaplan & Harry Elfont và Jeffrey Ventimilia & Joshua Sternin                   | |
| Kịch bản tồi nhất       | White Chicks, kịch bản của Keenen Ivory & Shawn & Marlon Wayans & Andy McElfresh & Michael Anthony Snowden & Xavier Cook | |

### Giải thưởng "Worst of Our First 25 Years" đặc biệt
| Hạng mục                               |                                                             | Nội dung                                                            |
| -------------------------------------- | ----------------------------------------------------------- | ------------------------------------------------------------------- |
| Quán quân 25 năm Mâm xôi vàng tồi nhất | Arnold Schwarzenegger                                       | Arnold Schwarzenegger (tổng cộng 8 đề cử, bao gồm 1 đề cử năm 2004) |
| Quán quân 25 năm Mâm xôi vàng tồi nhất | Arnold Schwarzenegger                                       | Kim Basinger (tổng cộng 7 đề cử)                                    |
| Quán quân 25 năm Mâm xôi vàng tồi nhất | Arnold Schwarzenegger                                       | Angelina Jolie (tổng cộng 7 đề cử, bao gồm 2 đề cử năm 2004)        |
| Quán quân 25 năm Mâm xôi vàng tồi nhất | Arnold Schwarzenegger                                       | Ryan O'Neal (tổng cộng 6 đề cử)                                     |
| Quán quân 25 năm Mâm xôi vàng tồi nhất | Arnold Schwarzenegger                                       | Keanu Reeves (tổng cộng 7 đề cử)                                    |
| Phim 'chính kịch' tồi nhất 25 năm      | John Travolta signing copies of the Battlefield Earth novel | Battlefield Earth (Warner Bros.) (2000)                             |
| Phim 'chính kịch' tồi nhất 25 năm      | John Travolta signing copies of the Battlefield Earth novel | The Lonely Lady (Universal) (1983)                                  |
| Phim 'chính kịch' tồi nhất 25 năm      | John Travolta signing copies of the Battlefield Earth novel | Mommie Dearest (Paramount) (1981)                                   |
| Phim 'chính kịch' tồi nhất 25 năm      | John Travolta signing copies of the Battlefield Earth novel | Showgirls (MGM / UA) (1995)                                         |
| Phim 'chính kịch' tồi nhất 25 năm      | John Travolta signing copies of the Battlefield Earth novel | Swept Away (Screen Gems) (2002)                                     |
| Phim 'hài' tồi nhất 25 năm             |                                                             | Gigli (Columbia / Revolution Studios) (2003)                        |
| Phim 'hài' tồi nhất 25 năm             | The Adventures of Pluto Nash (Warner Bros.) (2002)          |                                                                     |
| Phim 'hài' tồi nhất 25 năm             | The Cat in the Hat (Universal / DreamWorks) (2003)          |                                                                     |
| Phim 'hài' tồi nhất 25 năm             | Freddy Got Fingered (20th Century Fox) (2001)               |                                                                     |
| Phim 'hài' tồi nhất 25 năm             | Leonard Part 6 (Columbia) (1987)                            |                                                                     |
| Phim 'nhạc kịch' tồi nhất 25 năm       |                                                             | From Justin to Kelly (20th Century Fox) (2003)                      |
| Phim 'nhạc kịch' tồi nhất 25 năm       | Can't Stop the Music (AFD) (1980)                           |                                                                     |
| Phim 'nhạc kịch' tồi nhất 25 năm       | Glitter (Columbia / 20th Century Fox) (2001)                |                                                                     |
| Phim 'nhạc kịch' tồi nhất 25 năm       | Rhinestone (20th Century Fox) (1984)                        |                                                                     |
| Phim 'nhạc kịch' tồi nhất 25 năm       | Spice World (Columbia) (1998)                               |                                                                     |
| Phim 'nhạc kịch' tồi nhất 25 năm       | Xanadu (Universal) (1980)                                   |                                                                     |

## Xêm thêm
- Giải Oscar lần thứ 77
- Giải Quả cầu vàng lần thứ 62